# Finanzierungsplan
Ein Finanzierungsplan als ein Teil der Finanzplanung ist aufzustellen, wenn Unternehmen, öffentliche Haushalte oder Privathaushalte Investitionen tätigen, bei denen eine umfangreiche Finanzierung erforderlich ist.  

## Allgemeines
Der Finanzierungsplan stellt eine Gliederung dar, die alle Anschaffungskosten einschließlich etwaiger Nebenkosten und Finanzierungskosten und deren Finanzierung enthält. Den Anschaffungskosten sind die Finanzierungsquellen gegenüberzustellen, mit denen der Kapitalbedarf einer Investition vollständig gedeckt werden soll. Als Finanzierungsquelle kommt neben der Eigenfinanzierung noch die Fremdfinanzierung in Betracht. Sowohl Kreditgeber (wie Kreditinstitute) als auch Förderbanken (bei finanziellen Fördermitteln) verlangen die Einreichung eines plausiblen Finanzierungsplans, der nur die sicheren Finanzierungsquellen beinhalten darf (vorhandene Kreditzusagen oder Förderzusagen).

## Inhalt
Ein Finanzierungsplan wird von Kreditgebern verlangt bei Investitionskrediten, größeren Konsumkrediten, Immobilienfinanzierungen, Existenzgründungen, Spezialfinanzierungen oder Unternehmenskäufen. Er ist mit dem Kreditantrag einzureichen und gehört zu den Beleihungs- und Kreditunterlagen. Anhand des Finanzierungsplans können sich die Kreditgeber ein Bild über die Gesamtfinanzierung der Investition machen und beurteilen, ob Finanzierungsrisiken vorhanden sind.
Nach § 12 Abs. 1 Zweite Berechnungsverordnung (II. BV) sind im Finanzierungsplan die Mittel auszuweisen, die zur Deckung der in der Wirtschaftlichkeitsberechnung angesetzten Gesamtkosten dienen, wobei Vor- oder Zwischenfinanzierungen nicht als Finanzierungsmittel ausgewiesen werden dürfen. Eigenleistungen dürfen hingegen als Finanzierung angesetzt werden. Es handelt sich um Leistungen des Bauherrn, die zur Deckung der Gesamtkosten dienen, insbesondere Geldmittel, der Wert der Sach- und Arbeitsleistungen, vor allem der Wert der eingebrachten Baustoffe und der Selbsthilfe, der Wert des eigenen Baugrundstücks und der Wert verwendeter Gebäudeteile (§ 15 Abs. 1 II. BV).

## Bausteine eines Finanzierungsplanes
Der Finanzierungsplan besteht grundsätzlich aus drei Grundelementen:
1. Kosten: Hier werden sämtliche Kosten des zu finanzierenden Objekts aufgeführt.
2. Eigenkapital: Sie bestehen aus dem Eigenkapital und den Eigenleistungen eines möglichen Kreditnehmers.
3. Fremdkapital: Hier werden sämtliche benötigten Geldmittel aufgeführt, die von Kreditgebern zur Verfügung gestellt oder als Zuschuss gewährt werden.

Beim Bau eines Einfamilienhauses beinhaltet der Finanzierungsplan beispielsweise folgende grobe Gliederung (Beträge in Euro):
```
    
Kosten
                               
Finanzierung

    
Grundstückskosten
 100.000            
Eigenkapital
                    184.000
    
Baukosten
         300.000            
Eigenleistung
                    15.000
    
Nebenkosten
        20.000            
Fremdkapital
                    221.000
                                                
Bankkredit
      185.000
                                                
Bausparkasse
     36.000
    
Gesamtkosten
      420.000            
Finanzierung
                    420.000
```

Die einzelnen Kosten und Finanzierungsquellen sind den Kreditinstituten zu belegen (Grundstückskaufvertrag, Bauvertrag, Grunderwerbsteuer, Notargebühren, Kreditzusagen). Um bankseitig sicherzustellen, dass das für die Baufinanzierung vorgesehene Eigenkapital nicht für andere Zwecke verwendet wird, kann die Bank bis zu dessen Einsatz eine Verpfändung im Kreditvertrag vorsehen.
Bei Bauspardarlehen, bei denen das Kapital vertraglich noch nicht zugänglich ist, verlangen Banken in der Regel zusätzlich einen festen Zeitplan, um eine zwischenzeitliche Finanzierung regeln zu können.